# Емільяно Мондоніко
Емільяно Мондоніко (італ. Emiliano Mondonico, 9 березня 1947, Ривольта-д'Адда — 29 березня 2018, Мілан) — італійський футболіст, що грав на позиції флангового півзахисника. По завершенні ігрової кар'єри — тренер.
Володар Кубка Італії (як тренер). Володар Кубка Мітропи (як тренер).

## Ігрова кар'єра
У дорослому футболі дебютував 1966 року виступами за команду клубу «Кремонезе», в якій провів два сезони, взявши участь у 46 матчах чемпіонату. Більшість часу, проведеного у складі «Кремонезе», був основним гравцем команди.
Своєю грою за цю команду привернув увагу представників тренерського штабу клубу «Торіно», до складу якого приєднався 1968 року. Відіграв за туринську команду наступні два сезони своєї ігрової кар'єри.
Згодом з 1970 по 1972 рік грав у складі команд клубів «Монца» та «Аталанта».
1972 року повернувся до клубу «Кремонезе», за який відіграв 7 сезонів. Завершив професійну кар'єру футболіста виступами за команду «Кремонезе» 1979 року.

## Кар'єра тренера
Розпочав тренерську кар'єру відразу ж по завершенні кар'єри гравця, 1979 року як тренер молодіжної команди клубу «Кремонезе».
Надалі очолював команди клубів «Кремонезе», «Комо», «Аталанта», «Торіно», «Наполі», «Козенца», «Фіорентіна» та «АльбіноЛеффе».
Останнім місцем тренерської роботи був клуб «Новара», головним тренером команди якого Емільяно Мондоніко був 2012 року.

## Досягнення

### Як тренера
- Володар Кубка Італії:

«Торіно»: 1992–1993
- Володар Кубка Мітропи:

«Торіно»: 1991